# Principado de Salerno
O Principado de Salerno foi um Estado lombardo do Mezzogiorno italiano, com capital na cidade portuária de Salerno e formado com a divisão do Principado de Benevento depois de uma década de guerra civil, em 851 Ocupava a parte dos domínios lombardos conhecida como Lombardia Menor. Em 1077, perdeu sua independência durante a conquista normanda da Itália Meridional.
Na sua origem, devia lealdade teórica ao imperador do Sacro Império, porém durante sua história foi praticamente independente, e –durante breves períodos– foi incorporado como vassalo ao Império Bizantino.

## Origem
O Principado de Salerno nasceu da rivalidade que contrapôs Radelqui, responsável pela morte de Sicardo, ao irmão desse último, nomeado príncipe de Benevento pelo povo de Salerno. A luta entre os dois pretendentes durou dez anos, nos quais Siconolfo transferiu para Salerno a capital do Principado de Benevento. 

## Capitular de 851
A controvérsia entre Siconolfo e Radelqui tornava perigosamente instável o equilíbrio político no Mezzogiorno e suscitava preocupação no imperador Luís o Germânico, que em 851 entrou na península Itálica para pacificar as duas partes em conflito. O soberano validou um acordo já firmado entre os pretendentes, ratificando a capitular que sancionava a independência do novo principado de Salerno do domínio beneventano. A Lombardia Menor foi assim divida em duas novas entidades estatais e Siconolfo foi confirmado Príncipe de Salerno pelo imperador.
Segundo os acordos, Salerno teria entre outros os castelos de Conza, Montella, Nusco, Avelino, Rota (comuna de Tolfa), Sarno, Cimitile, Furculo, Cápua, Teano, Sora, Taranto, Latiniano, Cassano all'Ionio, Pesto, Cosenza, Laino, a Lucânia e parte do feudo de Acerenza. A Benevento foram designados os territórios de Sannio e os territórios lucanos de Melfi, Genzano, Forenza e Venosa. Parte da Calábria e da Apúlia ficaram porém em mãos bizantinas.

## As guerras e as dinastias reinantes
As tensões e a desordem porém perduraram: sobre a instabilidade do Mezzogiorno influíam negativamente a veleidade autonomista dos senhores de Cápua, as ameaças bizantinas e as frequentes incursões dos sarracenos, não raramente chamados a intervir em um dos lados em luta. 
Em 871-872, de fato, Salerno sofreu um longo assédio dos muçulmanos e apesar da ação do príncipe Guaifério, a cidade só conseguiu se libertar graças à intervenção do imperador Luís II, que obteve como hóspede o filho do príncipe como prova de fidelidade.
O principado foi assolado durante algumas décadas pelas lutas entre lombardos, bizantinos e sarracenos pelo domínio sobre o sul da península Itálica, sobre o qual se voltavam também as atenções do papado e do Sacro Império Romano-Germânico. Em 861, Ademar, filho de Pedro, usurpador do trono em prejuízo do filho de Siconolfo, foi deposto por Guaifério, que instaurou no trono a dinastia dos Deuféridos (Dauferidi).
Estes mantiveram o principado até a morte de Gisulfo I,ocorrida em 978. Gisulfo, deposto pelo irmão Landolfo, deixou o principado ao irmão de Landolfo III de Benevento, o poderoso Pandolfo Cabeça de Ferro, que depois de ter restaurado Gisulfo como seu vassalo herdou as posses. O principado passou depois aos duques de Amalfi com Mansone e seu filho João, para terminar depois nas mãos da casa ducal de Espoleto, que manteve o poder até a queda do principado.

## O principado daOpulenta Salernum

Principado de Salerno em 851 AD

Ducados lombardos na Itália meridional

Principado de Salerno 1039-1047 (Guaimario IV)

O príncipe Guaimário IV, na primeira metade do ano 1000, anexou também Amalfi, Sorrento, Gaeta e o Ducado da Apúlia e Calábria, começando a alimentar o sonho de reunir toda a Itália meridional. Opulenta Salernum foi a frase cunhada nas moedas do século X e XI, a testemunhar o momento de particular esplendor. Neste período a Escola Médica de Salerno alcança sua máxima fama por toda a Europa.
O principado porém era fustigado pelas contínuas incursões dos sarracenos e pelas lutas internas pelo poder. Em um desses complôs, em 1052, Guaimário IV foi assassinado. Foi sucedido pelo filho, Gisulfo II, mas o domínio lombardo no sul da península Itálica estava por terminar.
Por volta do ano 1000, chegaram ao sul da Itália os guerreiros normandos, como mercenários a serviço dos poderes locais em conflito. Em particular, sobressaiu a família dos Altavila (Hauteville), da qual fazia parte  Roberto Guiscardo (o astuto) que casou-se com a princesa de Salerno Sigelgaita, filha de Guaimário IV.
Em 1076, Roberto Guiscardo assediou Salerno, então sob governo do príncipe Gisulfo II. A cidade foi submetida à fome e, depois de oito meses de assédio, caiu sob domínio normando. Em 1078, Roberto Guiscardo, duque da Apúlia e Calábria, conquistou a cidade e a fez capital de seus domínios. Gisulfo II, último príncipe lombardo de Salerno, refugiou-se na corte do papa Gregório VII, para depois passar seu último período de exílio no castelo de Sarno, onde morreu (1090-1091), assistido pela irmã, a condessa Gaitelgrima.
Salerno tornou-se assim o centro mais importante dos territórios normandos que se estendiam sobre toda a Itália meridional, incluindo a Sicília e Malta que foram tomadas dos árabes.
A cidade adquiriu nova vitalidade: foi construído o novo palácio, Castelo Terracena, e a Catedral de Salerno, em estilo árabe-normando, em seguida à redescoberta, sob a precedente catedral, dos despojos mortais de São Mateus. A catedral, muito desejada por Guiscardo para celebrar o próprio poder, foi consagrado pelo Papa Gregório VII que residia em exílio em Salerno, sob a proteção do duque normando. Na catedral, ainda hoje se veneram os restos de São Mateus, protetor da cidade.
Em 1127, a capital dos normandos passou a Palermo, na Sicília, mas Salerno manteve um papel relevante entre as cidades normandas.

## O fim do principado
Depois da fundação do Reino da Sicília, em 1139, por Rogério de Altavila, o Principado de Salerno foi reconhecido como feudo sujeito à coroa do Sacro Império Romano-Germânico e foi designado, como os demais, a expoentes de grandes famílias aristocráticas italianas, como os Colonna, os Orsini e, principalmente, os Sanseverino. 
Em 1287, por necessidade de administração mais simples, criou-se a divisão do principado e do vale beneventano, com capital em Salerno, em Principatus citra serras Montorii (principado Citra) que continuava a  ter capital em Salerno, e Principatus ultra serras Montorii com capital em Montefusco.
No século XII, com Frederico II da Suábia, iniciou-se o longo declínio de Salerno, que durou até a chegada de Giuseppe Garibaldi em 1860 e a anexação da região ao Reino de Itália no ano seguinte.